# Frente Popular de Estonia

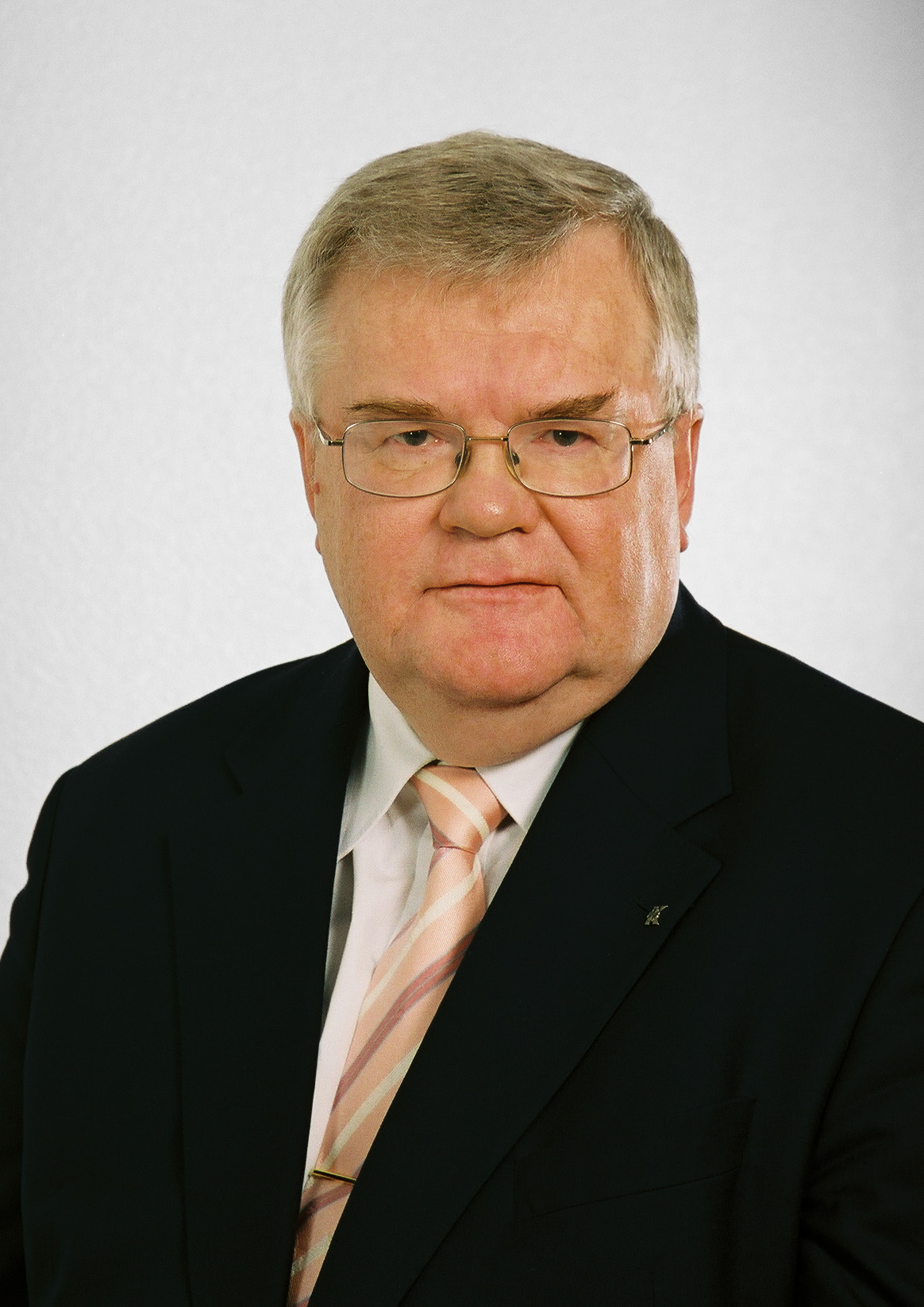
Foto de Edgar Savisaar

El Frente Popular de Estonia (en estonio: Rahvarinne) presentado al público por el político estonio Edgar Savisaar bajo el nombre efímero Frente Popular para el Apoyo a la Perestroika, fue una organización política en Estonia a fines de los años ochenta y principios de los noventa. Edgar Savisaar presentó la idea del frente popular durante un programa de televisión el 13 de abril de 1988. La idea se desarrolló durante todo el año y, finalmente, el Frente Popular de Estonia se estableció el 1 de octubre de 1988 con un congreso masivamente concurrido que culminó con la culminación de la primera fase de la Revolución Cantada.
Fue en gran medida el precursor del actual Partido del Centro Estonio, aunque con una base de popularidad mucho más amplia al principio.

## Historia
El Frente Popular de Estonia fue la mayor fuerza importante en el movimiento independentista de Estonia que condujo al restablecimiento de la República de Estonia como un país independiente de la Unión Soviética. Era similar al Frente Popular de Letonia y al movimiento Sąjūdis en Lituania y a varios frentes populares que se crearon casi simultáneamente en muchas partes de la URSS. Los Estados bálticos estaban en una categoría única entre las partes constituyentes de la URSS en que habían sido democracias parlamentarias europeas en el interbellum y habían sido anexadas por la Unión Soviética en 1940. El Frente Popular de Estonia fue fundado en 1988 por Marju Lauristin y Edgar Savisaar. Savisaar inició la fundación en abril de 1988 en una transmisión en vivo (Mõtleme veel) en la televisión estonia, abogando por el apoyo a la perestroika de Gorbachov.
El Frente Popular organizó una serie de eventos y acciones muy concurridos y bien publicados que enfatizaron el orgullo nacional estonio pero también los valores democráticos. Se produjo una gran cantidad de impresiones y periódicos para popularizar el movimiento del FP. Los principales líderes y sub-líderes de FP fueron invitados cotidianos en todo tipo de medios para hablar sobre varios tipos de problemas e ideas. El Frente Popular de Estonia hizo que las ideas de Estonia independiente fueran aceptables y posibles para las masas. La idea de independencia se había convertido en un sueño algo imposible e increíble para la mayoría de los estonios durante décadas bajo la Unión Soviética.
En cierto momento, el carácter problemático de Edgar Savisaar creó también una creciente oposición contra el FP entre los estonios. Esas personas formaron sus propias organizaciones más pequeñas que se convirtieron en un elemento importante de la política de la Estonia independiente en la década siguiente.
El Frente Popular de Estonia junto con el Frente Popular de Letonia y los Sąjūdis organizaron la manifestación masiva «brazo con brazo» de la Cadena Báltica que se extendió a través de tres estados bálticos el 23 de agosto de 1989 que marcó el 50º aniversario del 23 de agosto de 1939, cuando la Unión Soviética y la Alemania nazi firmaron el Pacto Ribbentrop-Mólotov, que resultó en la incorporación forzosa de estos tres estados a la Unión Soviética y la pérdida de su independencia. Al frente se le opuso el Intermovimiento que representaba la parte prosoviética de la minoría étnica rusa de Estonia y otros grupos étnicos que se habían establecido en Estonia durante el período de ocupación soviética. El Frente Popular era partidario de la perestroika, mientras que el Intermovimiento se consideraba opuesto a las reformas de Gorbachov. Con el paso del tiempo, se desarrolló un abismo cada vez mayor entre el impulso inicial del Frente Popular, cuyos miembros principales abogaron por la mera autonomía dentro de un sistema soviético que Gorbachov estaba tratando de reformar de manera cautelosa, y el contexto final del Frente Popular de Estonia, que llegó a representar la verdadera independencia, una idea respaldada por el rango y el archivo. En consecuencia, el Frente Popular de Estonia cambió mucho con el tiempo, hasta que los partidos políticos llegaron a reemplazar tales movimientos en Estonia a principios de los noventa. Esto convirtió al Frente Popular de Estonia en un anacronismo, y el Frente Popular se disolvió en 1993.